# Tiquipaya
Tiquipaya – miasto w Boliwii, położone w zachodniej części departamentu Cochabamba.

## Opis
Miejscowość została założona 23 sierpnia 1957 roku. W mieście znajduje się Uniwersytet Privada del Valle, który został założony 4 października 1988 roku. Tiquipaya wchodzi w skład obszaru metropolitalnego Cochabamba.

## Demografia
Źródło.